# العلاقات النرويجية السيشلية
العلاقات النرويجية السيشلية هي العلاقات الثنائية التي تجمع بين النرويج وسيشل.

## مقارنة بين البلدين
هذه مقارنة عامة ومرجعية للدولتين:
| وجه المقارنة                                              | النرويج                                                   | سيشل                                                |
| --------------------------------------------------------- | --------------------------------------------------------- | --------------------------------------------------- |
| المساحة (كم2)                                             | 385.21 ألف                                                | 459                                                 |
| عدد السكان (نسمة)                                         | 5.33 مليون                                                | 95.84 ألف                                           |
| الكثافة السكانية (ن./كم²)                                 | 13.84                                                     | 20.88 ألف                                           |
| العاصمة                                                   | أوسلو                                                     | فيكتوريا                                            |
| اللغة الرسمية                                             | بوكمول، لغات السامي، نينوشك، اللغة النرويجية              | لغة فرنسية، لغة إنجليزية، اللغة الكريولية السيشيلية |
| العملة                                                    | كرونة نروجية                                              | روبية سيشلية                                        |
| الناتج المحلي الإجمالي (بليون دولار)                      | 398.83 مليار                                              | 1.49 مليار                                          |
| الناتج المحلي الإجمالي (تعادل القوة الشرائية) بليون دولار | 322.23 مليار                                              | 2.54 مليار                                          |
| الناتج المحلي الإجمالي الاسمي للفرد دولار أمريكي          | 74.40 ألف                                                 | 15.48 ألف                                           |
| الناتج المحلي الإجمالي للفرد دولار أمريكي                 | 65.61 ألف                                                 | 26.42 ألف                                           |
| مؤشر التنمية البشرية                                      | 0.944                                                     | 0.772                                               |
| رمز المكالمات الدولي                                      | +47                                                       | +248                                                |
| رمز الإنترنت                                              | .no                                                       | .sc                                                 |
| المنطقة الزمنية                                           | ت ع م+01:00، ت ع م+02:00، توقيت وسط أوروبا، أوروبا/أوسلو ‏ | ت ع م+04:00                                         |

## منظمات دولية مشتركة
يشترك البلدان في عضوية مجموعة من المنظمات الدولية، منها:
| علم المنظمة | اسم المنظمة                               | تاريخ انضمام النرويج | تاريخ انضمام سيشل |
| ----------- | ----------------------------------------- | -------------------- | ----------------- |
|             | يونسكو                                    | 4 نوفمبر 1946        | 18 أكتوبر 1976    |
|             | وكالة ضمان الاستثمار متعدد الأطراف        | 9 أغسطس 1989         | 15 سبتمبر 1992    |
|             | الأمم المتحدة                             | 27 نوفمبر 1945       | 21 سبتمبر 1976    |
|             | الفريق المعني برصد الأرض                  | ?                    | ?                 |
|             | الاتحاد البريدي العالمي                   | ?                    | ?                 |
|             | البنك الدولي للإنشاء والتعمير             | 27 ديسمبر 1945       | 29 سبتمبر 1980    |
|             | الاتحاد الدولي للاتصالات                  | 1866                 | 17 سبتمبر 1999    |
|             | منظمة حظر الأسلحة الكيميائية              | ?                    | 29 أبريل 1997     |
|             | مؤسسة التمويل الدولية                     | 20 يوليو 1956        | 11 يونيو 1981     |
|             | المركز الدولي لتسوية المنازعات الاستشارية | 15 سبتمبر 1967       | 19 أبريل 1978     |
|             | منظمة الشرطة الجنائية الدولية             | ?                    | 1 سبتمبر 1977     |
|             | البنك الإفريقي للتنمية                    | 1963                 | ?                 |

## وصلات خارجية
- موقع وزارة الخارجية النرويجية
- موقع وزارة الخارجية السيشلية